# Heeresgruppe F
Heeresgruppe F was een legergroep van het Duitse leger tijdens de Tweede Wereldoorlog. Deze Heeresgruppe werd opgericht op 12 augustus 1943 en werd opgeheven op 25 maart 1945.
Naast bevelhebber van Heeresgruppe F werd Generalfeldmarschall Maximilian von Weichs ook Oberbefehlshaber Südost  (Opperbevelhebber Zuidoost) waar Heeresgruppe E ook onder viel.

## Commando
| Nr. | Afbeelding | Naam                                                   | Aangetreden      | Einde termijn | Duur termijn                | Opmerking |
| --- | ---------- | ------------------------------------------------------ | ---------------- | ------------- | --------------------------- | --------- |
| 1   |            | Generalfeldmarschall Maximilian von Weichs (1881-1954) | 26 augustus 1943 | 25 maart 1945 | 1 jaar, 6 maand en 27 dagen |           |

## Eenheden
| Periode                    | Eenheden                       |
| augustus 1943 - maart 1945 | Heeresgruppe E, 2. Panzerarmee |

## Bron
- Beschrijving op lexikon-der-wehrmacht.de